# Zsonglőrködés

A három labdás zsonglőrködés mozdulatsora

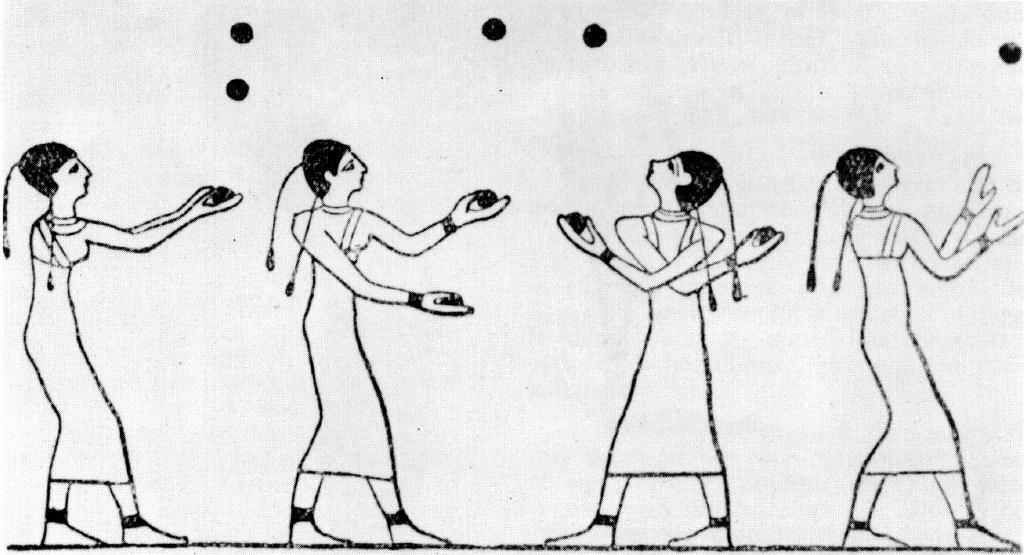
Ez az ősi falfestmény zsonglőröket ábrázol. Karyssa területén találták meg a 15. síremlékben, Egyiptomban. Dr. Bianchi, a Brooklyn Múzeum társkurátora szerint: „A 15-ös síremlékben a herceg azokra a dolgokra néz, amiket élvezett, így magával akarja vinni a túlvilágra. A tény, hogy a zsonglőrök megjelennek a síremlékben, a vallási jelentőségre utal. ... A kerek dolgok nagy égitesteket, a születést és a halált szimbolizálták.”

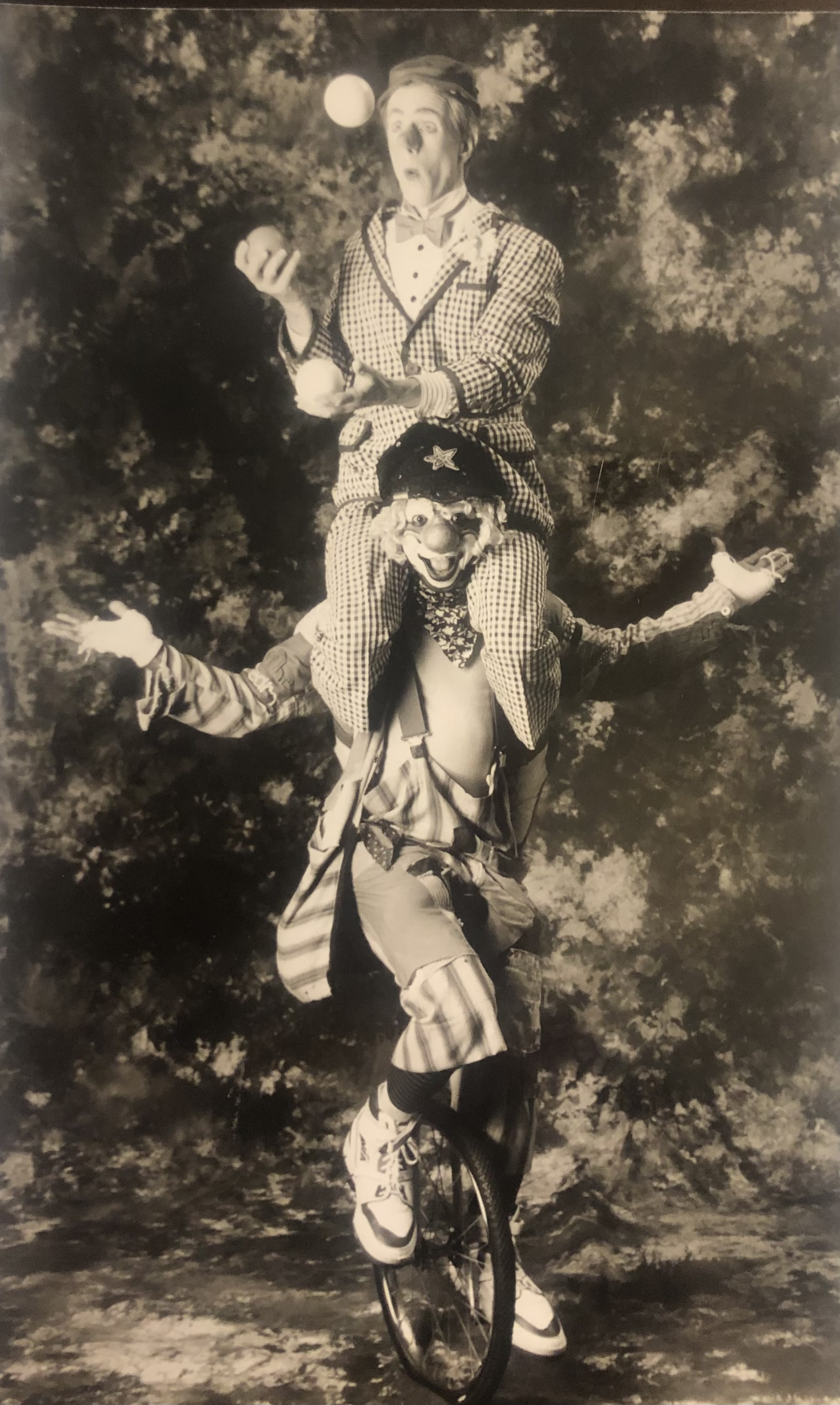
Albert Alter zsonglőr és az egykerekező Skeeter Reece

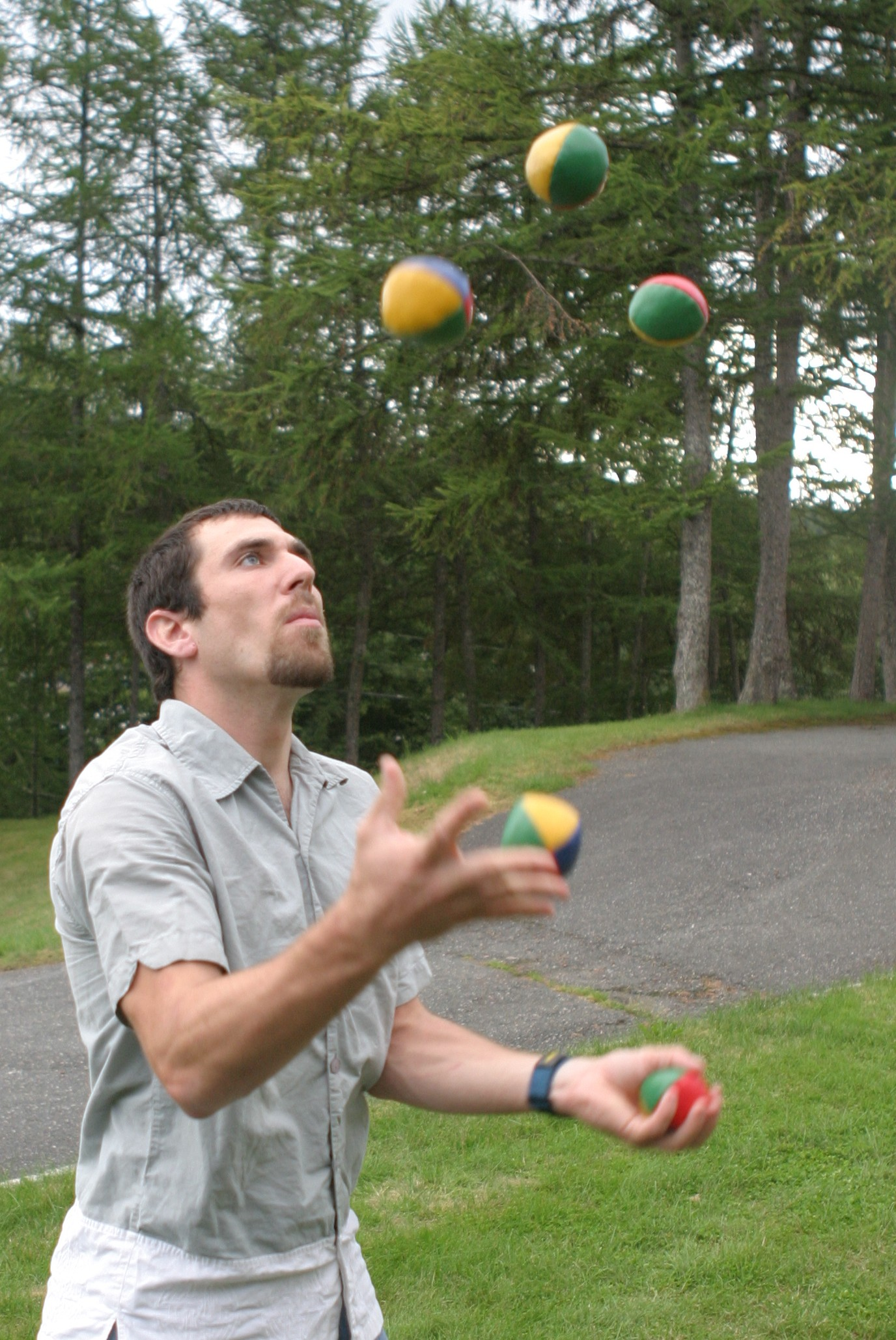
Ötlabdás zsonglőr

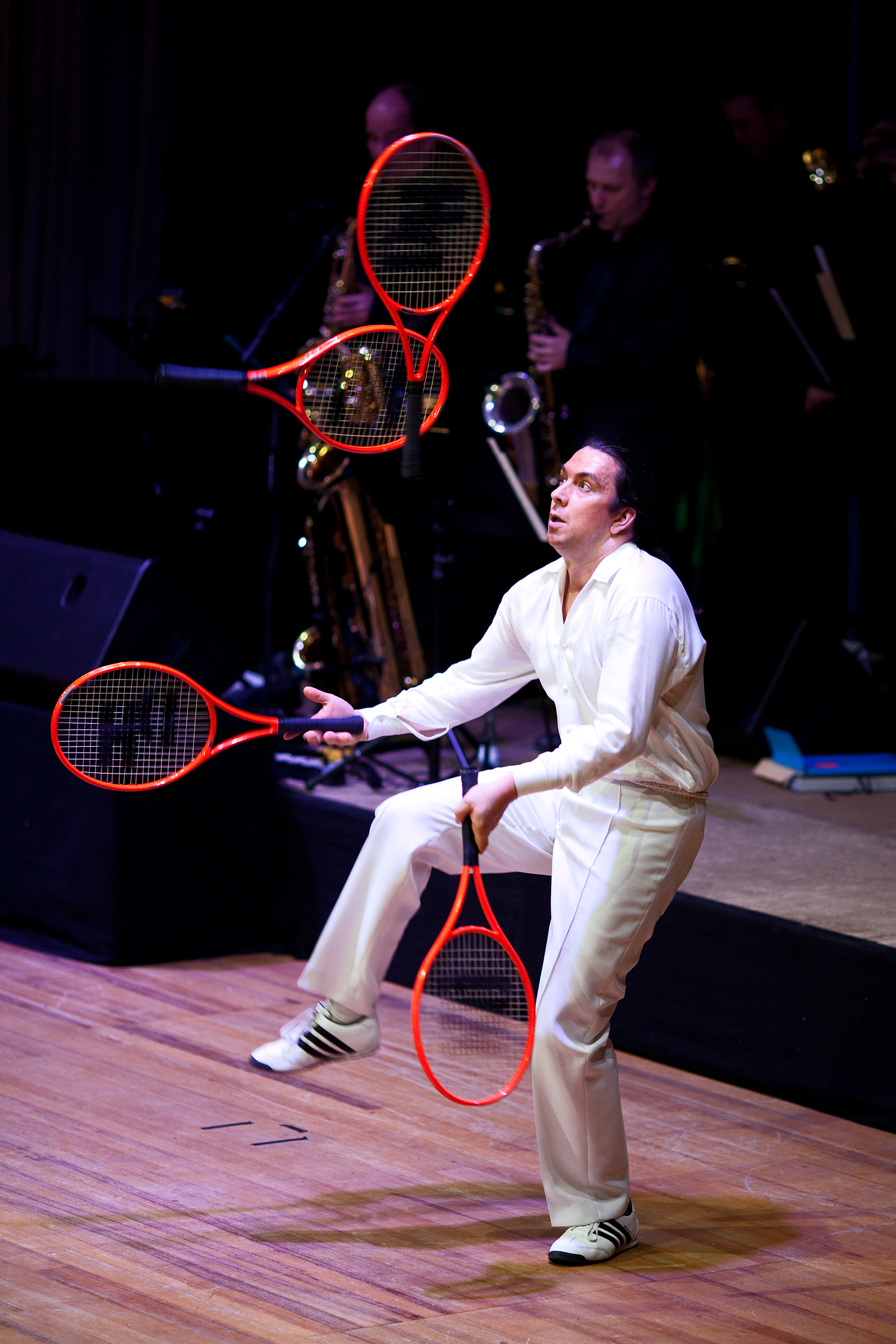
Zsonglőrködés négy teniszütővel (Daniel Hochsteiner)

A zsonglőrködés a köznyelvben különböző tárgyak, például labda, buzogány, karika, kés dobálását jelenti, de a virágbotozást, diabolozást és jojózást is a zsonglőrködés kategóriába sorolják. A zsonglőrködés Magyarországon még nem elterjedt hobbi, az emberek általában csak cirkuszban látnak zsonglőröket, nem is sejtik, hogy gyakorlással mindenki elsajátíthatja a zsonglőrködés alapjait.

## Története

### Az ősidőktől a 20. századig
Egy ismeretlen egyiptomi herceg, Beni Hasan (Kr. e. 1994-tól 1781-ig) 15. síremlékében található fatáblán női táncosok és labdákat dobáló akrobaták vannak. Ez a legkorábbi ismert ábrázolása, de emellett a korai a nabateus, a kínai, az indiai, a görög, a római, a norvég, az azték és a polinéz civilizációknál is egyaránt megjelenik.
Az ősi Kínában a zsonglőrködés harcosok által végzett művészet volt. Ilyen volt például Xiong Yiliao, aki állítólag harc nélkül le tudta győzni az ellenfeleit ugyanis azok megrémültek attól, hogy képes egyszerre kilenc labdával zsonglőrködni.
Európában a Római Birodalom hanyatlása után a zsonglőrök kegyvesztetté váltak, mert a papok boszorkánysággal vádolták őket. Így ebben a korszakban csak piacokon, utcákon, vásárokon és kocsmákban adhatták elő rövid, humoros és trágár mutatványaikat. Ez alól csak a nemesek szolgálatában álló bárdok és udvari bolondok jelentettek kivételt, akiknek a fő feladata egyébként is a költészet, a komédiázás, a zenélés és a történetmesélés volt.
1768-ban Philip Astley megnyitotta az első modern cirkuszt. Ide pár éven belül zsonglőrök is csatlakoztak és attól kezdve az emberek elsősorban a cirkuszra asszociálnak róluk.
A 19. század elején William Hazlitt hívására, ázsiai színtársulatok, mint például a híres Indian Jugglers,  érkeztek Nagy-Britanniába, Európába és Amerika néhány részére, hogy megkezdjék turnéjukat.
A 19. századi Európában a színházakban és a koncerteken a kardnyelők és a bűvészek mellett zsonglőröket is alkalmaztak abból a célból, hogy kitöltsék az időt a következő műsorszám kezdetéig. Ezt a szokást hamarosan az Észak-Amerikai operett színházak is átvették gyakran külföldről hívva a jobbnál-jobb előadókat.
A gumigyártás fejlődése könnyebbé és változatosabbá tették az eszközhasználatot. A korábbi kitömött bőrzsákok, fa- és fémgömbök pattogtatása és pörgetése nehézkes volt, de a gumilabdák megjelenésével új trükkök jöhettek létre.

### A 20. századtól
A televízió elterjedésével a zsonglőrködés népszerűsége egyre jobban csökkent és az eleinte még nagy nézettségű színelőadás-stílusú programok is gyorsan feledésbe merültek. Ennek a legfőbb oka az volt, hogy nem voltak képesek lépést tartani a folyamatos újdonságokra vágyó emberek igényeivel.
1947. június. 17-én megalakult a Nemzetközi Zsonglőr Szövetség (International Jugglers' Association), ahová először csak az operett színházakban dolgozó zsonglőrök csatlakozhattak. Később a sport népszerűsítése érdekében nyitottá váltak minden érdeklődő számára és bevezették a június 17-éhez legközelebbi szombaton tartandó Zsonglőrködés Világnapját.
A Nemzetközi Zsonglőr Szövetség erőfeszítéseinek köszönhetően az 1980-as évektől a zsonglőrködés kultusza jelentős mértékben fejlődött. Napjainkban már a világ minden pontján számos klub, magazin, rendezvény, weboldal, internetes fórum, workshop, fesztivál és verseny közül lehet válogatni.

## A zsonglőrködés népszerű formái
A zsonglőrködést különböző kritériumok alapján csoportosíthatjuk:
- Professzionális vagy amatőr

A 20. század végiéig a zsonglőrködést főként foglalkozásként űzték. Az 1960-as évektől, és az 1980-as évektől még inkább, már hobbiként is jelen volt. A cirkuszon kívüli zsonglőrködés népszerűsége miatt az utóbbi harminc évben a professzionális zsonglőrök száma nőtt. Fesztiválokra, vásárokra, kiskereskedelmi bemutatókra és társasági eseményekre egyaránt szoktak zsonglőröket hívni. A  hobbi iránti növekvő érdeklődés zsonglőrboltok nyitásához és számos klub létrejöttéhez vezetett, hogy kielégítse az egyre népszerűbb szabadidős tevékenység igényeit.
- Zsonglőrködéshez használt eszközök

A labdák, buzogányok, karikák, diabolók, ördögbotok és szivardobozok gyakori zsonglőrkellék. Más tárgyakat is használnak, úgy mint sálakat, késeket, zöldségeket és gyümölcsöket, égő fáklyákat és láncokat.
- Zsonglőrködés a cirkuszban

A hagyományos cirkuszi zsonglőrszámokban labdát és tányért pörgetnek, látványos ügyességi mutatványokat hajtanak végre. A cirkuszhoz köthető a „gentleman juggling” vagyis az „úriember zsonglőrködés. Az ilyen szám alatt a zsonglőr rendszerint elegánsan van öltözve, akár frakkot is hord. Hagyományosan a „gentleman” kalappal (vagy kalapokkal), szivarral és szivardobozokkal játszik. A cirkuszi zsonglőr virtuóz módon dobálhat nagy számú zsonglőreszközt (labda, karika, buzogány) is.
- Törekvés minél több eszköz használatára

Ennek célja az, hogy minél több eszközt tudjanak használni. A kezdőknek gyakran ez a kezdeti célja, mert gyakran látható ez cirkuszokban és különböző színpadi produkciókban. Ennek a rekordjai több szervezet által is rögzítve vannak.
- Zsonglőrök száma szerint

A zsonglőrködést leggyakrabban egy ember végzi. Azonban két vagy több ember által végzett formája is népszerű. A zsonglőrök között az átadást különböző módszerekkel végzik. Ez lehet a levegőben dobás, a földön pattintás, átadás kézből és még számos egyéb módon a zsonglőrködés fajtájától és a használt eszköztől függően. Például ennek egy változata az, amikor két zsonglőr egymással szemben áll, három labdával trükköt csinálnak, miközben folyamatosan egymás között is cserélgetnek. Másik változata, amikor egymásnak háttal állnak, és (általában) egymás feje fölött passzolgatnak.

## Világrekordok
Nincsen olyan szervezet, ami minden zsonglőr világ rekordot feljegyez.
A labdás és buzogányos világrekordokat régen a ma már nem működő Information Service Committee on Numbers Juggling (JISCON) nevű szervezet jegyezte fel. Néhány feljegyzés róla Guiness Rekordok Könyvében is szerepel.
A legtöbb focilabdával való folyamatos zsonglőrködés rekordját az argentin Victor Rubilar érte el 2006 november 4-én, a stockholmi Gallerian Bevásárlóközpontban. Ugyanezt véghezvitte 2014 augusztus 11-én a holland Marko Vermeer a hollandiai Amstelveen nevű településen, és 2015 november 4-én pedig a spanyol Isidro Silveria érte ezt el a spanyolországi Adeje nevű településen.

## A zsonglőr mint foglalkozás
A zsonglőr Magyarországon a Foglalkozások Egységes Osztályozási Rendszere (FEOR–08) szerint a 2728 Cirkuszi és hasonló előadóművész alá tartozó munkakör. A zsonglőr cirkuszban, varietében, színházban vagy egyéb előadói helyeken  zsonglőrszámokat mutat be művészi szinten.